# Trong
Trong är en gewog i Bhutan.   Den ligger i distriktet Zhemgang, i den centrala delen av landet, 110 kilometer öster om huvudstaden Thimphu.